# Chiasmia abyssinica
Chiasmia abyssinica es una especie de polilla de la familia Geometridae, descrita por primera vez por el lepidopterólogo alemán Martin Krüger en 2001 con distribución en Etiopía. El holotipo de la especie fue descrita en la Provincia de KwaZulu-Natal descrita en los alrededores de Harrar.